# Segundo viaje del HMS Beagle

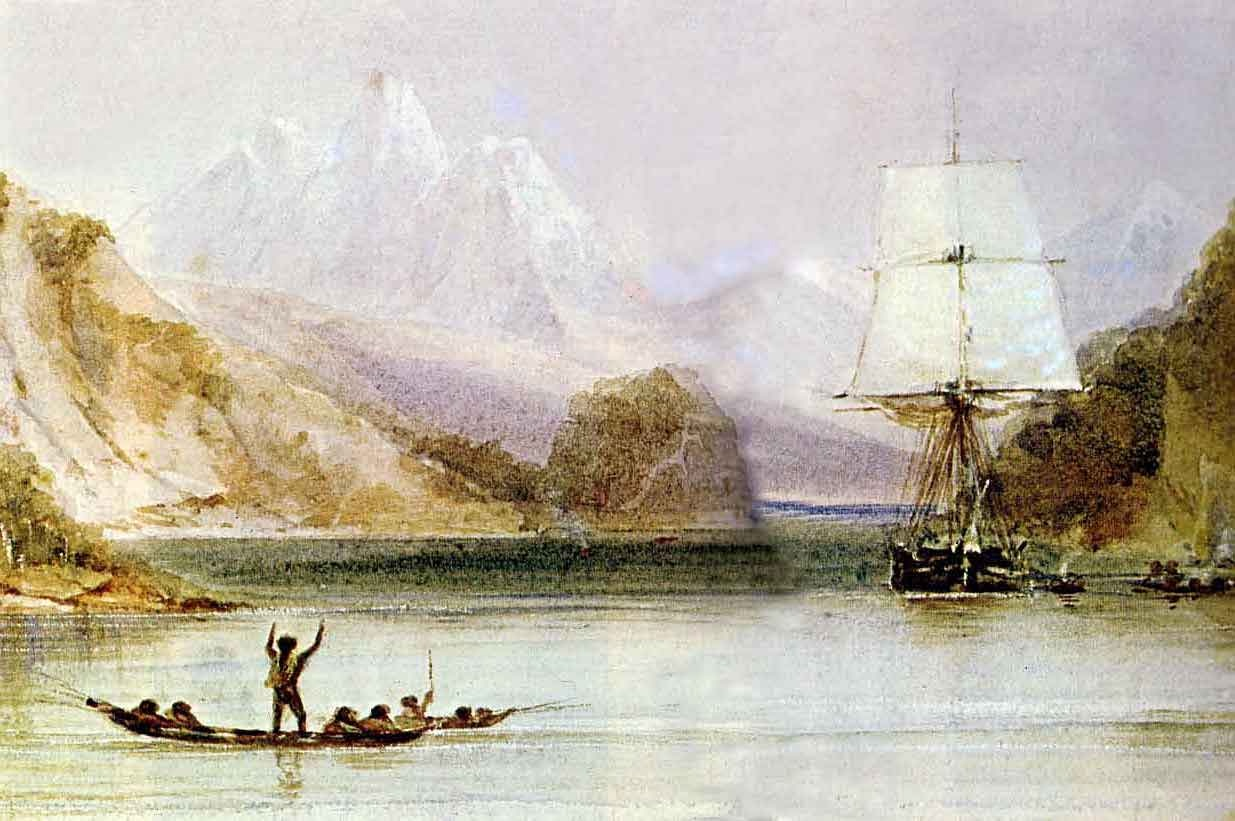
Una acuarela del HMS Beagle por Conrad Martens. Pintado durante la exploración de Tierra del Fuego, muestra a los nativos saludando al Beagle.

El segundo viaje del HMS Beagle, del 27 de diciembre de 1831 al 2 de octubre de 1836, fue la segunda expedición de estudio del HMS Beagle, al mando del capitán Robert FitzRoy, que había tomado el mando de la nave en su primer viaje después del suicidio del capitán anterior. FitzRoy había pensado en las ventajas de tener un experto en geología a bordo, y buscó a un caballero naturalista que pudiera ser su compañero mientras que el barco estaba en el mar. El joven graduado Charles Darwin tenía la esperanza de ver los trópicos antes de convertirse en párroco, y aceptó la oportunidad. Al final de la expedición ya había hecho su nombre como geólogo y coleccionista de fósiles, y la publicación de su diario, que llegó a conocerse como El viaje del Beagle, le dio reconocido prestigio como escritor.
El Beagle zarpó a través del océano Atlántico y luego llevó a cabo detallados estudios hidrográficos en torno a las costas de la parte meridional de América del Sur, regresando por Tahití y Australia después de haber dado la vuelta a la Tierra. Aunque la expedición fue planeada originalmente para durar dos años, llevó casi cinco años.
Darwin pasó la mayor parte de su tiempo explorando las tierras: tres años y tres meses en tierra, 18 meses en el mar. A principios de la travesía, decidió que podía escribir un libro sobre la geología, y mostró un don para la teorización. En Punta Alta hizo un gran hallazgo de fósiles gigantescos de mamíferos extintos, entonces conocidos por unos pocos ejemplares. Hábilmente recogía y formulaba observaciones detalladas de plantas y animales, con resultados que sacudieron su creencia de que las especies eran estables y le sirvió de base para las ideas que le vinieron en Inglaterra, que condujeron a su teoría de la evolución por selección natural.

## Objetivos de la expedición
El objetivo principal de la expedición era llevar a cabo un levantamiento hidrográfico de las costas de la parte meridional de América del Sur como una continuación y corrección del trabajo de los levantamientos anteriores, para producir cartas náuticas que muestran información de la profundidad del mar y la navegabilidad para la marina y el comercio.
Un memorándum del Almirantazgo establecía instrucciones detalladas. El primer requisito era resolver los desacuerdos en los levantamientos anteriores sobre la longitud de Río de Janeiro, que era esencial como punto base para las distancias meridianas. Los cronómetros marinos precisos necesarios para determinar la longitud fueron asequibles solo a partir del año 1800, por lo que el Beagle llevó 22 cronómetros para permitir correcciones. El barco debía parar en puntos específicos por cuatro días para calibrar los cronómetros y para comprobar las observaciones astronómicas: era fundamental tener observaciones en Porto Praya y Fernando de Noronha para calibrar contra los levantamientos anteriores de Owen y Foster. Era importante levantar la extensión de los arrecifes del archipiélago de Abrojos, que eran incorrectos en el levantamiento de Roussin, y luego proceder a Río de Janeiro para decidir la longitud exacta de la Isla de Villegagnon.
El «trabajo real del levantamiento» era comenzar al sur del Río de la Plata, con viajes de regreso a Montevideo por suministros; se dieron detalles de las prioridades, incluyendo supervisar Tierra del Fuego y enfocarse en los puertos de las islas Malvinas. La costa oeste sería levantada por el norte tanto como el tiempo y los recursos permitieran. El comandante determinaría entonces su propia ruta al oeste: si la temporada lo permitía, se podrían estudiar las islas Galápagos. Luego el Beagle procedería a Punta Venus, Tahití y de allí a Port Jackson, Australia, donde había puntos conocidos para verificar los cronómetros.
No debía perderse tiempo en elaborados dibujos; los diagramas y planos debían tener notas y vistas simples de la tierra como se ve desde el mar mostrando las alturas medidas de las colinas. También se pidieron registros continuos de las mareas y las condiciones meteorológicas. Adicionalmente se sugería un estudio geológico de un atolón de coral circular en el océano Pacífico, incluyendo su perfil y las corrientes de marea, para investigar su formación.

## Contexto y preparativos
En la expedición de levantamiento hidrográfico anterior a Sudamérica, habían participado el HMS Adventure y el HMS Beagle, bajo el mando del comandante australiano Phillip Parker King. 
Durante el levantamiento del Beagle, el capitán Pringle Stokes se deprimió y se suicidó de un tiro, el 1 de agosto de 1828, mientras la expedición se encontraba en Puerto del Hambre, en el Estrecho de Magallanes. Murió doce días después. El mando de la nave pasó al joven aristócrata Robert FitzRoy, un sobrino de George FitzRoy, cuarto duque de Grafton. Cuando nativos fueguinos tomaron un chinchorro, FitzRoy capturó a algunos de los atacantes. Después de su regreso al astillero de Plymouth, el 14 de octubre de 1830, el capitán King se retiró.
FitzRoy, de veintiséis años de edad, tenía la esperanza de comandar una segunda expedición para hacer levantamientos de las costas australes de América del Sur, pero cuando supo que el almirantazgo ya no estaba interesado en la misión, se preocupó por cómo devolver a los fueguinos que había capturado, y a quienes había enseñado inglés, con la idea que llegaran a ser misioneros. Llegó a un acuerdo con el dueño de un pequeño barco comerciante para que lo llevara junto a otras cinco personas de vuelta al extremo austral. Su tío supo de esto y se contactó con el almirantazgo. Poco después FitzRoy supo que sería nombrado comandante del HMS Chanticleer para ir a Tierra del Fuego, pero debido a su mal estado, esa nave fue sustituida por el Beagle. El 27 de junio de 1831 FitzRoy fue designado comandante de la travesía, y nombraron a los tenientes John Clements Wickham y Bartolomé James Sulivan, para acompañarlo.
Se invitó al capitán Francis Beaufort, director del Servicio Hidrográfico del almirantazgo, para evaluar los fines de la travesía, además de continuar los levantamientos hidrográficos. Baufort discutió con FitzRoy los planes para un viaje de varios años, como continuación de la anterior expedición alrededor del mundo, para establecer distancias meridianas. Una vez asignado el Beagle al mando del capitán Robert FitzRoy, este de inmediato no reparó en gastos para remodelarlo ampliamente, y de inmediato lo ingresó a astilleros. Como se requería una nueva cubierta, FitzRoy hizo que se elevara la cubierta superior considerablemente, 8 pulgadas (20 cm) en popa y 12 pulgadas (30 cm) hacia adelante.
Las balandras bergantines clase Cherokee tenían la reputación de ser "bergantines ataúd", pues eran difíciles de maniobrar y propensas a hundirse. Las cubiertas levantadas ayudaron a drenar más rápidamente el agua recogida en la borda, lo que dio al Beagle un mejor manejo y lo hizo menos propenso a zozobrar. El revestimiento adicional añadió al casco unas siete toneladas y tal vez quince a su desplazamiento.
El buque fue uno de los primeros en probar el pararrayos inventado por William Snow Harris. FitzRoy obtuvo cinco ejemplares del Sympiesometer, una especie de barómetro de mercurio patentado por Alexander Adie y seleccionado por FitzRoy para proporcionar las lecturas exactas requeridas por el almirantazgo. Contrató a un fabricante de instrumentos matemáticos para mantener los veintidós cronómetros marinos que se encontraban en su camarote, e invitó al artista y dibujante Augustus Earle para ir, a título privado. Los tres fueguinos capturados en el viaje anterior iban a ser devueltos hasta Tierra del Fuego en el Beagle, junto con el misionero Richard Matthews.
En el anterior viaje del Beagle, FitzRoy había lamentado que nadie a bordo tuviera experiencia en mineralogía o geología para aprovechar la oportunidad de "conocer la naturaleza de las rocas y tierras" de las zonas visitadas, y resolvió que si había una expedición similar, "iba a tratar de llevar una persona competente para examinar la tierra, mientras que los oficiales y yo, realizaríamos la hidrografía". Esto significaba claramente la necesidad de llevar a un naturalista calificado en geología, que pasaría períodos considerables en tierra, lejos del barco. 
El comando de un buque expedicionario, en esa época, podía implicar grandes fatigas y soledad, como lo demuestra el suicidio de Stokes y del propio tío del capitán FitzRoy, el vizconde de Castlereagh, debido al estrés por exceso de trabajo. FitzRoy, por primera vez estaba totalmente a cargo, sin oficial al mando o segundo capitán al que consultar, y sintió la necesidad de tener a un caballero de compañero, que compartiera sus intereses científicos, quien podría cenar y compartir con él, de igual a igual. Por entonces, no era inusual que se invitara a naturalistas a participar como pasajeros de estas expediciones, pagando sus propios gastos. 
En agosto de 1831 FitzRoy discutió sobre este puesto con Beaufort, quien tenía una red científica de amigos en la Universidad de Cambridge. A petición de Beaufort, el profesor de matemáticas George Peacock escribió desde Londres al profesor John Stevens Henslow acerca de esta "rara oportunidad para un naturalista", diciendo que "se me ha hecho una oferta de recomendar a una persona adecuada para salir como naturalista con esta expedición", y sugirió el reverendo Leonard Jenyns. Aunque Jenyns estuvo a punto de aceptar e incluso empacó su ropa, le preocupaban sus obligaciones como vicario de Swaffham Bulbeck, así como su decaída salud. Henslow pensó brevemente en ir, pero en consideración a su esposa, rápidamente abandonó la idea. Ambos recomendaron a Charles Darwin, de 22 años, que acababa de completar su licenciatura, que era un requisito previo para su futura carrera como párroco; y quien además, estaba en un viaje de campo de geología con Adam Sedgwick.
Henslow escribió a Darwin, describiendo el puesto, y decía:

... que me parece que usted es la persona mejor cualificada que conozco, que sea probable que emprenda tal desafío. Digo esto no en la suposición que usted sea un naturalista consumado, pero sí ampliamente capacitado para recolectar, observar y anotar de cualquier cosa digna de tenerse en cuenta en Historia Natural. Peacock tiene el nombramiento a su disposición y si no puede encontrar a un hombre dispuesto a asumir el cargo, la oportunidad probablemente se perderá. El capitán F. quiere un hombre (entiendo) más como un compañero que un mero coleccionista y no tomaría a cualquiera por muy bueno que fuera el naturalista que no le haya sido recomendado también como un caballero... nunca hubo una oportunidad más hermosa para un hombre de celo y espíritu ... No oponga modestas dudas o temores acerca de su descalificación, porque le aseguro que creo que usted verdaderamente es el hombre que están buscando.

La carta fue primero a George Peacock, quien rápidamente la envió a Darwin con más detalles, confirmando que "el barco zarpa hacia finales de septiembre". Peacock había discutido la oferta con Beaufort , "él la aprueba completamente y puede considerar la oferta como a su absoluta disposición", y agregó "el almirantazgo no está dispuesto a pagar un salario, a pesar de que proporcionará una designación oficial y alojamiento; si debe exigir salario, sin embargo, me inclino a pensar que sería concedido". Cuando Darwin regresó a casa a última hora del 29 de agosto y abrió las cartas, su padre se opuso enérgicamente al viaje, así que al día siguiente escribió rechazando la oferta.
Sin embargo, el cuñado del padre de Darwin, Josiah Wedgwood II, lo persuadió de ceder y financiar la expedición de su hijo. El 1 de septiembre Darwin escribió a Peacock, aceptando. Ese día, Beaufort escribió a FitzRoy para decirle que su amigo Peacock había "logrado conseguirle un ' savant '(sabio), un señor Darwin, nieto del conocido filósofo y poeta, lleno de celo y emprendedor". El viernes 2, Darwin se fue a Cambridge, donde pasó el sábado con Henslow recibiendo consejos sobre los preparativos y referencias para expertos.
Alexander Charles Wood (un estudiante cuyo tutor era Peacock) escribió desde Cambridge a su primo FitzRoy, para recomendar a Darwin. El 4 de septiembre, Wood recibió la respuesta de FitzRoy, "directa y caballerosa" pero claramente contraria a que Darwin se uniera a la expedición. Tanto Darwin como Henslow "abandonaron el plan". A pesar de ello, Darwin fue a Londres de todos modos, y a la mañana siguiente conoció a FitzRoy, quien le explicó que le había prometido el lugar a su amigo, el señor Chester (posiblemente el novelista Harry Chester), pero él lo había rechazado en una carta recibida apenas cinco minutos antes. 
FitzRoy enfatizó las dificultades del viaje, incluidas las condiciones de hacinamiento y la comida sencilla. Darwin estaría en los libros del almirantazgo para obtener provisiones por valor de £ 40 al año y, al igual que los oficiales y el capitán, pagaría £ 30 al año para la cuenta del comedor. Incluyendo el equipamiento, probablemente el costo para él no llegaría a 500 libras esterlinas. El barco zarparía el 10 de octubre y  estaría fuera aproximadamente por tres años.
El conservador FitzRoy era cauteloso ante la perspectiva de compañía de este joven caballero desconocido, y además whig (liberal). Pero cenaron, pasaron una semana juntos para llegar a conocerse y se agradaron mutuamente. Aunque FitzRoy casi rechazó a Darwin porque la forma de su nariz indicaba una falta de determinación, según las teorías de Lavater (frenología), de quien era seguidor. Beaufort confirmó que Darwin estaría libre de retirarse en cualquier etapa adecuada y tendría el control sobre la elección de a cual "organismo público" le daría sus propias colecciones.
Mientras continuaba conociendo a Fitzroy, yendo de compras juntos, Darwin se apresuró a organizar sus suministros y equipo, recibiendo consejos de expertos en preservación de especímenes, como William Yarrell de la Sociedad Zoológica de Londres; Robert Brown, del Museo Británico; el capitán Phillip Parker King, que dirigió la primera expedición; y el anatomista de invertebrados Robert Edmond Grant, que había sido tutor de Darwin en Edimburgo. Yarrell le dio consejos invaluables y negoció con algunos comerciantes para que Darwin pagara £ 50 por dos pistolas y un rifle, mientras FitzRoy había gastado £ 400 en armas de fuego. El 11 de septiembre, FitzRoy y Darwin tomaron un paquetebote de vapor, hacia Portsmouth. Darwin no estaba mareado y sentió agradable la "navegación de tres días". 
Cuando por primera vez Darwin vio el Beagle le pareció "muy pequeño" y estrecho. Luego conoció a los oficiales y se alegró de conseguir una cabina grande, compartida con el asistente de topógrafo, John Lort Stokes. Luego se apresuró a regresar a Londres, "250 millas en 24 horas", y a través de Cambridge, llegó a Shrewsbury el 22 de septiembre, para una última y rápida visita a familiares y amigos. Partió hacia Londres el 2 de octubre. Las demoras del Beagle dieron a Darwin una semana más para consultar a expertos y completar su equipaje. Después de enviar sus mercancías pesadas por un paquebote de vapor, tomó el coche junto con Augustus Earle y llegó a Devonport el 24 de octubre.
El geólogo Charles Lyell le pidió a FitzRoy que registrara observaciones sobre características geológicas, como rocas erráticas. Antes de salir de Inglaterra, FitzRoy le dio a Darwin un ejemplar del primer volumen de los Principios de Geología, de Lyell, que explicaba las características geológicas como el resultado de un proceso gradual que tiene lugar durante períodos de tiempo extremadamente largos. En su autobiografía, Darwin recordó la recomendación de Henslow de obtener y estudiar el libro, "pero en ningún caso aceptar las opiniones defendidas en él".Aun así, señaló que la obra cambió su forma de mirar el mundo.

## Viaje

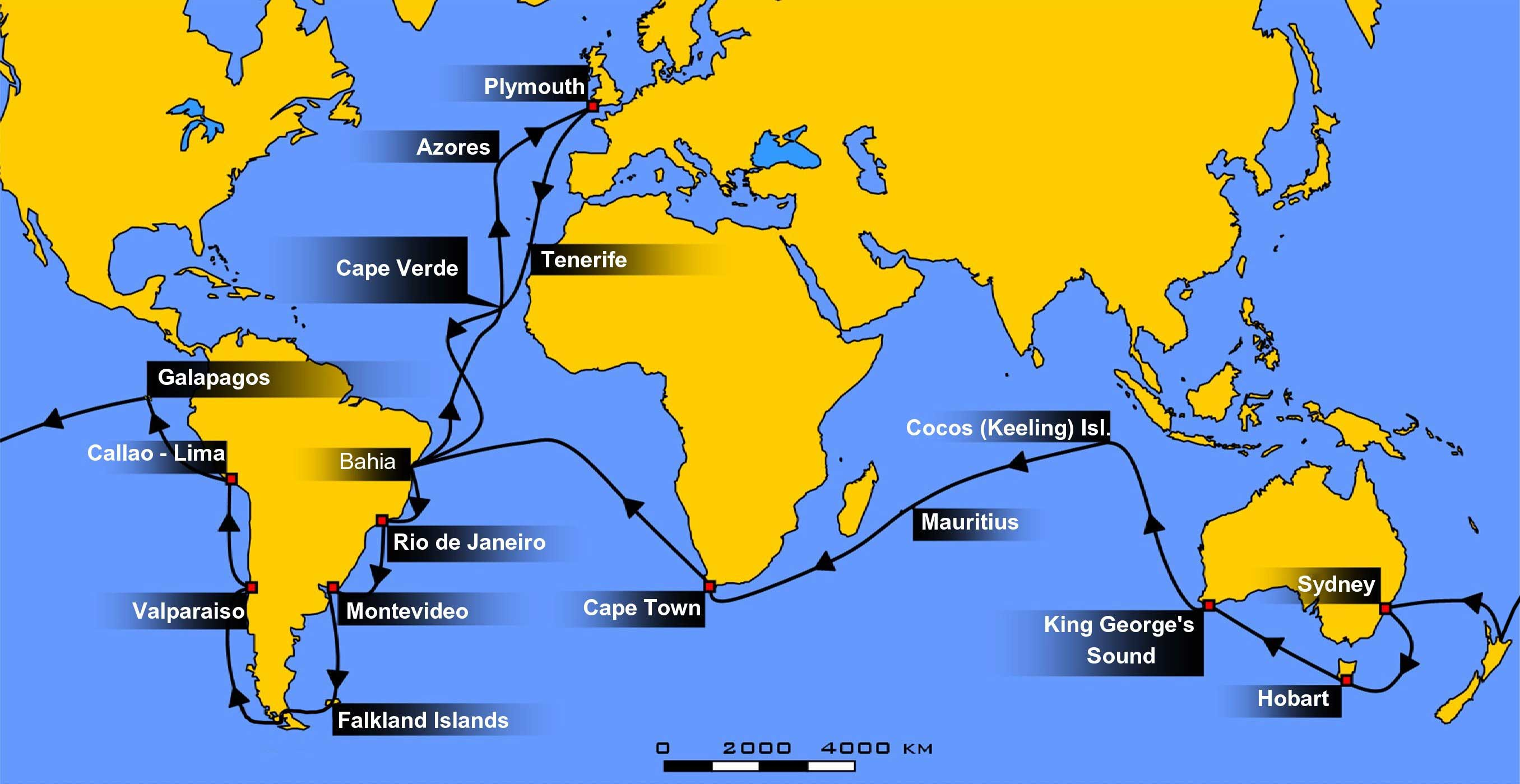
El viaje del Beagle.

Darwin había dicho que esperaba que el Beagle navegara alrededor de finales de septiembre de 1831, pero el acondicionamiento tomó más tiempo. Recibieron las instrucciones del Almirantazgo el 14 de noviembre y el 23 de noviembre estaba en su anclaje listo para partir. Repetidos vientos del oeste causaron demoras, y los obligaron a retroceder después de salir los días 10 y 21 de diciembre. La embriaguez en Navidad hizo perder otro día. Finalmente, en la mañana del 27 de diciembre, el Beagle dejó su anclaje en Barn Pool, en Mount Edgcumbe Country Park en el lado oeste de Plymouth Sound y emprendió su expedición de levantamiento.
FitzRoy preveía que mientras él y los oficiales trabajaran en hidrografía, Darwin debía examinar el terreno, proporcionando los conocimientos sobre mineralogía o geología que FitzRoy había deseado durante el primer viaje del Beagle. El capitán tuvo que registrar minuciosamente sus levantamientos, y Darwin también mantuvo un registro diario, así como cuadernos detalladas de sus hallazgos y especulaciones, y un diario que se convirtió en su diario. Los cuadernos de Darwin muestran una total profesionalidad que probablemente había aprendido en la Universidad de Edimburgo al tomar notas de historia natural durante la exploración de las costas del fiordo de Forth con su hermano Erasmus en 1826 y el estudio de los invertebrados marinos con Robert Edmund Grant en 1827.
La geología era la "búsqueda principal" de Darwin y sus notas sobre ese tema eran casi cuatro veces más grande que sus notas de zoología. Durante el viaje, le escribió a su hermana "no hay nada como la geología, el placer del primer día de dispararle a una perdiz o el primer día de caza no se puede comparar con la búsqueda de un buen grupo de huesos fósiles, que cuentan su historia de tiempos pasados con casi una lengua viva". Para él, la investigación en geología trajo razonamiento al juego y le dio oportunidades para teorizar.
Cuando estudió geología en su segundo año en Edimburgo, la encontró aburrida, pero entre abril y agosto de 1831 aprendió mucho con Adam Sedgwick y desarrolló un gran interés durante su viaje, en el campo geológico. Estudió las pequeñas criaturas marinas con Grant durante unos meses y en Cambridge había recogido escarabajos, pero era un novato en todas las demás áreas de la historia natural. Durante el viaje, Darwin investigó la geología y pequeños invertebrados, mientras recogía especímenes de otras criaturas para que los examinaran otros expertos y describirlos una vez que el Beagle regresara a Inglaterra.
Más de la mitad de sus notas de zoología, cuidadosamente organizadas, trataba de invertebrados marinos, y registró interpretaciones razonadas de lo que encontró sobre su compleja anatomía interna, mientras diseccionaba los especímenes bajo su microscopio, o realizaba pequeños experimentos para conocer su respuesta a la estimulación. Sus observaciones en tierra incluían comentarios intensos y analíticos sobre las posibles razones sobre el comportamiento, distribución y relación con el entorno de las criaturas que vio. Hizo buen uso de la excelente biblioteca de la nave sobre historia natural, y continuamente cuestionaba su veracidad.

## Islas del Atlántico
El Beagle llegó a Madeira para confirmar una posición sin parar. El 6 de enero llegó a Tenerife en las Islas Canarias, pero fue puesto en cuarentena a causa del cólera en Inglaterra. Tentadoramente cerca de la ciudad de Santa Cruz, para gran decepción de Darwin, se les negó el permiso. Con la mejora de las condiciones meteorológicas, volvieron a partir. El 10 de enero Darwin probó una red de plancton que había ideado para que remolcara el barco. Al día siguiente, señaló el gran número de animales recogidos lejos de la tierra y escribió «Muchas de estas criaturas tan bajas en la escala de la naturaleza son las más exquisitas en sus formas y ricos colores -. Crea una sensación de asombro que tanta belleza debería al parecer creada por tan pequeños propósitos».
Seis días más tarde amarraron por primera vez en Porto Praya en la isla volcánica de Isla de Santiago en las islas de Cabo Verde. Es aquí que comienza la descripción de Darwin en su diario publicado. Su primera impresión fue la de una isla volcánica desolada y estéril, pero después de visitar la ciudad llegó a un profundo valle en el que «vio por primera vez la gloria de la vegetación tropical» y tenía «un día glorioso», buscando la novedad abrumadora en las vistas y sonidos. FitzRoy estableció tiendas de campaña y un observatorio en la isla Quail para determinar la posición exacta de las islas, mientras que Darwin recogió numerosos animales marinos, deleitándose con vívidos corales tropicales en las piscinas de marea, y la investigación de la geología de Quail Island.
La nave procedió a Cabo Verde, Fernando de Noronha y Río de Janeiro. Luego pasó algún tiempo relevando la costa de América del Sur al sur de Río de Janeiro, en torno a Tierra del Fuego, la costa de Chile y al norte hasta el Perú. Fitz-Roy finalmente alejó el Beagle de la costa de América del Sur en agosto de 1835. El Almirantazgo no había especificado con precisión su itinerario a través del Pacífico, ya que no podía estar seguro de qué tan al norte podrían relevar en el tiempo disponible, y por lo tanto, no podían precisar donde y cuando estarían, pero especificaba que debían parar en Tahití, un punto de longitud bien determinada previamente. El Almirantazgo también solicitó que, como el viaje a través del Atlántico, se hiciera en pequeñas etapas para calibrar con frecuencia los cronómetros. Fitz-Roy decidió ir a través de las Islas Galápagos. Posteriormente el Beagle visitó Tahití, Nueva Zelanda, Australia y Mauricio.